# Jan Karwowski
Jan Karwowski (ur. 23 września 1937 w Sulewie-Kownatach, zm. 4 września 2021)  – polski ekonomista, profesor doktor habilitowany.
Specjalizuje się w ekonomice handlu, ekonomice konsumpcji, marketingu, zarządzaniu marketingowym. Pełni funkcję dziekana Wydziału Ekonomii i Informatyki Zachodniopomorskiej Szkoły Biznesu. Jest kierownikiem Katedry Marketingu i Usług oraz Katedry Marketingu Uniwersytetu Szczecińskiego.

## Publikacje
- Spożycie i rynek drobiu w Polsce (1980), Warszawa, Zakład Wydawnictw Naukowych IHWiU
- Rynek regionalny : warunki sprawności funkcjonowania (1984), Warszawa, IRWiK
- Rynek regionalny : elementy ekonomiki i struktury rynku wewnętrznego (1986), Szczecin, US
- Rynek w gospodarce regionu (1987), Szczecin, Wydawnictwa Naukowe US
- Zarządzanie marketingowe (1993), Szczecin, Wydawnictwa ZSB